# Petrușeni
Petrușeni è un comune della Moldavia situato nel distretto di Rîșcani di 1.213 abitanti al censimento del 2004